# Басхънтър
Басхънтър (на шведски: Basshunter) е псевдонимът на шведския певец, продуцент и диджей Юнас Ерик Алтбери (на шведски: Jonas Erik Altberg), роден в Халмстад, Швеция на 22 декември 1984 година.
Алтберг описва своята музика като Евроденс, но тя също се класифицира като Hard dance.
Казва, че прави музика на собствения си компютър, използвайки програмата FL Studio. Започнал да прави музика през 2001 и почнал да продава първия си албум – The Bassmachine в 2004.
Шведският певец става известен с песните си „Vi sitter i Ventrilo och spelar DotA“ (Относно Custom Game-а на Warcraft III: Reign of Chaos/Warcraft III: The Frozen Throne, и Counter Strike) и „Boten Anna“ – относно IRC бот.
Участва в Биг Брадър за известни личности в Обединеното кралство през януари 2010 г.
Гласът му е баритон.

## Биография
Живее със семейството си и по-малкия си брат. Става музикален продуцент през 2002 година, работейки с компютърния софтуер FL Studio. Издава първите си албуми The Bassmachine (2004) и The Old Shit (2006) в своя личен уебсайт. Започва да работи като DJ. През 2006 година подписва договор с Уорнър Мюзикс и издава първия си сингъл „Boten Anna“. През 2007 г. прави запис с името „Now You're Gone“, който остава 5 седмици начело на чартовете в Обединеното кралство.
През 2007 г. работи над албума си Now You're Gone – The Album. Той включва 5 парчета: „Now You're Gone“, „All I Ever Wanted“, „Angel in the Night“, „I Miss You“ и „Walk on Water“. Специална версия на албума под името Now You're Gone – The Album: Deluxe Edition излиза на 5 април 2009 година. Тя включва оригиналните парчета и някои нови ремикси.

## Дискография

### Студийни албуми
- The Bassmachine (2004)
- LOL <(^^,)> (2006)
- Now You're Gone – The Album (2008)
- Bass Generation (2009)
- Calling Time (2013)

### Компилации
- The Old Shit (2006)
- The Early Bedroom Sessions (2012)

### Сингли
- „The Big Show“ (2004)
- „Welcome to Rainbow“ (2006)
- „Boten Anna“ (2006)
- „Vi sitter i Ventrilo och spelar DotA“ (2006)
- „Jingle Bells“ (2006)
- „Vifta med händerna“ (2006)
- „Now You're Gone“ (2007)
- „Please Don't Go“ (2008)
- „All I Ever Wanted“ (2008)
- „Angel in the Night“ (2008)
- „Russia Privjet (Hardlanger Remix)“ (2008)
- „I Miss You“ (2008)
- „Walk on Water“ (2009)
- „Al final“ (2009)
- „Every Morning“ (2009)
- „I Promised Myself“ (2009)
- „Saturday“ (2010)
- „Fest i hela huset“ (2011)
- „Northern Light“ (2012)
- „Dream on the Dancefloor“ (2012)
- „Crash & Burn“ (2013)
- „Calling Time“ (2013)
- „Elinor“ (2013)
- „Masterpiece“ (2018)
- „Home“ (2019)
- „Angels Ain't Listening“ (2020)
- „Life Speaks to Me“ (2021)
- „End the Lies“ (& Alien Cut) (2022)
- „Ingen kan slå (Boten Anna)“ (Victor Leksell) (2023)